# New York Shipbuilding Corporation

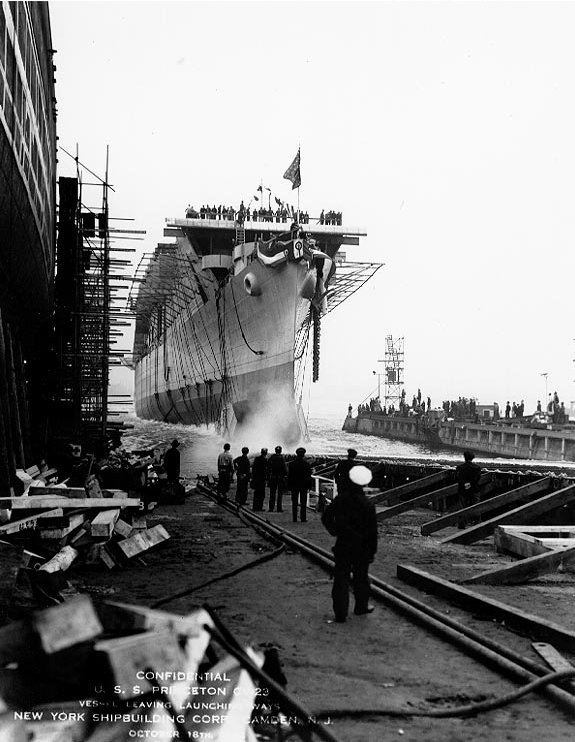
Estaleiro New York Shipbuilding Corporation, USS Princeton (CVL-23), lançamento em 18 de outubro de 1942.

O New York Shipbuilding Corp. (também conhecida como "New York Ship"), foi uma empresa norte-americana fundada em 1899 especializada na construção de navios de guerra. O seu primeiro estaleiro foi inaugurado no ano de 1900 e encerrou as suas atividades em 1967.
Algumas centenas de navios foram construídos neste local.

## Localização
O estaleiro estava localizado na cidade de Camden, no estado de  Nova Jersey, na margem leste do rio Delaware. Atualmente as instalações industriais do estaleiro fazem parte do porto de Camden.